# دومينيك ماير
دومينيك ماير هو لاعب هوكي الجليد سويسري، ولد في 26 ديسمبر 1976 في خور في سويسرا.

## وصلات خارجية
- دومينيك ماير على موقع EliteProspects.com (الإنجليزية)
- دومينيك ماير على موقع Eurohockey.com (الإنجليزية)
- دومينيك ماير على موقع HockeyDB.com (الإنجليزية)